# Comparettia barkeri
Comparettia barkeri är en orkidéart som först beskrevs av John Lindley, och fick sitt nu gällande namn av Mark W. Chase och Norris Hagan Williams. Comparettia barkeri ingår i släktet Comparettia, och familjen orkidéer. Inga underarter finns listade i Catalogue of Life.